# Félix Nadar
Félix Nadar (ou apenas Nadar) é o pseudónimo de Gaspard-Félix Tournachon (Paris, 5 de Abril de 1820 – Paris, 20 de Março de 1910) foi um fotógrafo, caricaturista e jornalista francês, pioneiro e entusiasta do voo humano e da fotografia aérea.
Foi responsável pelo registro fotográfico das maiores personalidades de seu tempo, especialmente a elite cultural da época, considerado o primeiro grande retratista do mundo, uma experiência que resultou em livro autobiográfico publicado aos oitenta anos de idade: "Quand j'étais photographe" (Quando eu era fotógrafo, em livre tradução), havendo já publicado um livro de memórias como propaganda.
Já consagrado como caricaturista, ele abraçou a fotografia como uma arte, muitas vezes com ares de charlatão, e como uma "ciência", a ponto de chamar sua sala escura de revelação de "laboratório"; percebeu desde cedo que este trabalho precisava estar junto à propaganda - razão que o levou em torno de 1864 a registrar a si mesmo no cesto de um balão (uma fraude de registro: o cesto estava pendurado no teto de seu estúdio, e o fundo de nuvens era pintado) com o fim de ilustrar um livro de memórias, onde divulgaria a si e ao seu trabalho além de um manifesto contra os balões.
Fez parte daquilo que os historiadores chamam de "era de ouro do retrato na França" ou, como o próprio se identificava, "era dos primitivos da fotografia". Foi Nadar quem fez o registro post-mortem do imperador Pedro II do Brasil em seu exílio parisiense, e do escritor Victor Hugo; sobre sua arte registrou o historiador Giulio Carlo Argan: "Ele percebia que sua técnica era profundamente diferente da que é própria da pintura e, se dessa sua técnica podia nascer um resultado estético, não haveria de ser um valor tomado de empréstimo à pintura"

## Biografia
Seu pai fora editor e livreiro de origem lionesa mas, quando Nadar (apelido que adotou por pseudônimo ) tinha treze anos de idade, ele faliu e veio a falecer em 1837; assim, aos dezesseis anos de idade ele se viu sozinho, cercando-se de amigos da boemia, numa vida em que aspirava a realização artística e almejava se tornar escritor; foi um bom jornalista, medíocre como romancista mas um bom caricaturista; embora realizador de imagens, sua visão era limitada à distância, pela miopia.
Nadar criticou as aspirações políticas do sobrinho de Napoleão Bonaparte e, quando este finalmente assumiu o poder como Napoleão III, exerceu forte censura à imprensa e as caricaturas políticas foram proibidas; ele então se refugiou na vida boêmia da capital francesa, e imaginou um plano grandioso: lançar quatro grandes litografias com suas caricaturas representando 1.200 personalidades do meio cultural - o "Panteão Nadar"; realizou apenas uma delas, que foi um fracasso de venda, mas grande sucesso de crítica a ponto de tornar seu nome amplamente conhecido. Como um biógrafo assinalou: "Nadar antes do Panteon era um desenhista conhecido, depois do Panteon é um homem célebre".
Acabou se interessando por fotografias ao pagar a um fotógrafo profissional para que tomasse seu irresponsável irmão mais novo como aprendiz.

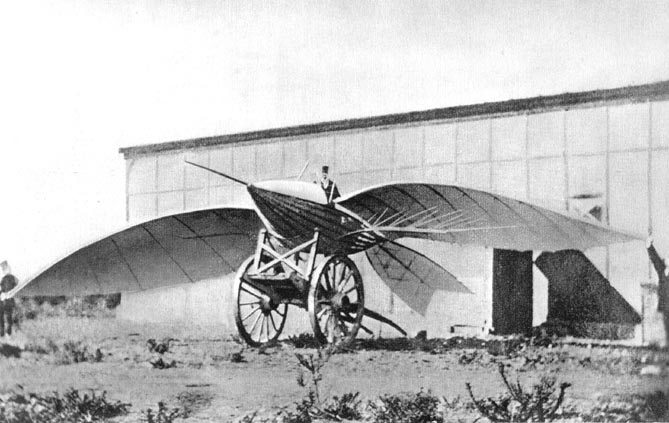
Jean-Marie Le Bris e a sua máquina voadora "Albatros II", fotografado por Nadar em 1868.

No início de seus trabalhos tinha um estúdio na rue Saint Lazare, onde não possuía cenários para os fundos das fotos; isto mudou quando se instalou no ateliê da rue des Capucines, onde tinha luxuosa decoração: uma das salas de espera era decorada com tapetes e acessórios orientais.
O estúdio Nadar funcionou de 1854 a 1949, e nele trabalharam seu irmão Adrien Tournachon e o filho Paul Nadar. Adrien separou-se de Félix em 1856 e abriu um estúdio com o mesmo nome do irmão e agora concorrente; isto deu origem a importante disputa judicial que ficou conhecida como "Processo Nadar" e que findou em 1857 com a vitória de Félix que, para comprovar como afirmava "C’est moi qui suis moi", anexou seus trabalhos como caricaturista e seu célebre "Panteão" em que já se apresentava com aquele nome, mas foi apenas sua argumentação da arte fotográfica que levou os jurados e a corte a dar-lhe ganho de causa. Nela, na sua defesa, Nadar argumentou:
"Ouça-me, Mestre Dillois, e me escute atentamente: a fotografia é uma descoberta maravilhosa, uma ciência que ocupa as mais altas inteligências, uma arte que discute as mentes mais inquietas - e cuja aplicação está ao alcance do último dos tolos.
Esta prodigiosa arte, que nada faz, esta milagrosa invenção (...) faz do nosso décimo nono século o maior de todos os séculos - esta fotografia sobrenatural é exercida todos os dias, em todas as casas, pela primeira vez e a última também, pois abriu um retorno geral para todos os resultados em todas as carreiras. Você vê a cada passo um fotógrafo que nunca pintou antes, um experto sem compromisso, e como seu cocheiro condutor eu cobro: são seriamente nada mais que operadores fotógrafos.
A teoria da fotografia é aprendida em uma hora; as primeiras noções de prática, em um dia. É isso que se aprende, Mestre Dillais, tão facilmente quanto tenho a honra de expor isso a você - e o que faz todo o mundo, sem qualquer exceção, poder aspirar da noite para o dia para ser chamado de fotógrafo, sem temeridade.
O que não pode ser aprendido, vou lhe dizer: é o sentimento de luz, é a apreciação artística dos efeitos de acordo com a natureza das fisionomias que o artista possui. Você tem que se reproduzir.
O que ainda é muito menos aprendido é a inteligência moral de seu sujeito - é esse tato rápido que o coloca em comunhão com o modelo, faz você julgar e direcionar para seus hábitos, em suas ideias, de acordo com seu caráter, e permite que você dê, não de forma trivial e aleatoriamente uma produção plástica indiferente ao alcance do último laboratório que serve, mas a imagem íntima."

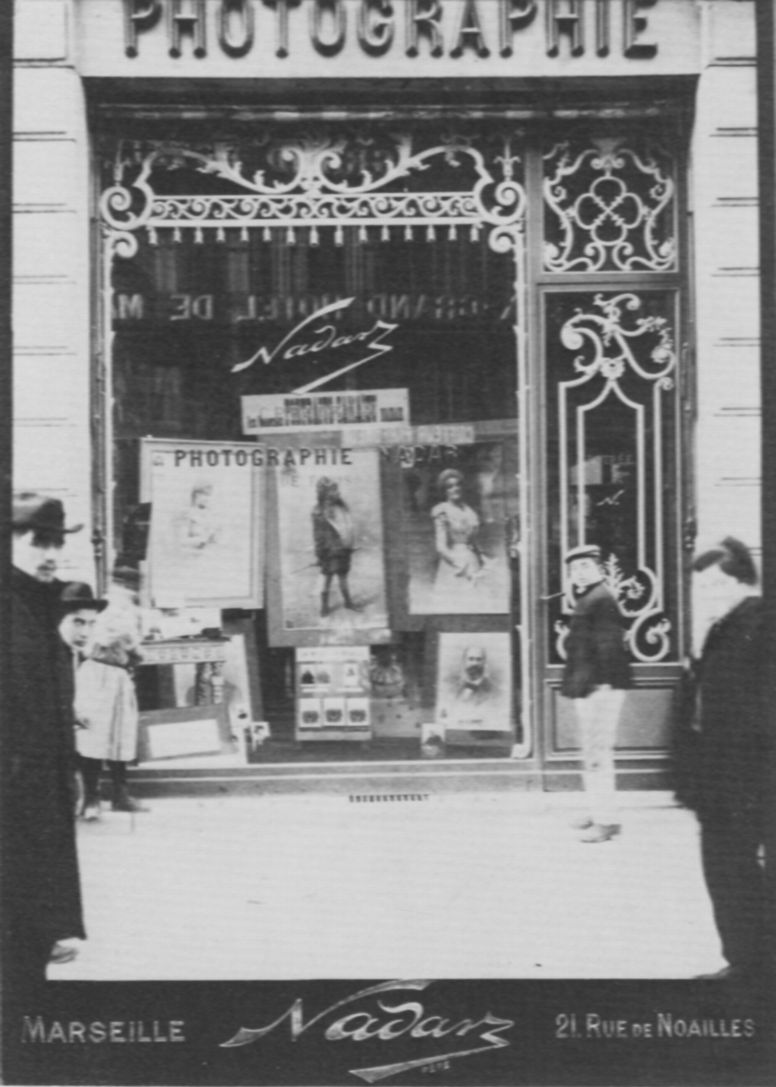
Ateliê Nadar, em Marselha

Apaixonado pelo balonismo nascente, em 1858 patenteou a ideia da fotografia aérea a partir de balões; foi com um balão cativo a vinte metros de altura que ele fez seus primeiros registros do mar, em Bicêtre; então ele fez construir o seu famoso balão "Géant" (Gigante) capaz de levar a bordo oitenta e cinco pessoas: apesar de ser um fracasso que lhe consumiu a fortuna acumulada, a ideia inspirou seu amigo escritor Jules Verne a escrever sua obra Cinco Semanas em Balão (1862), onde o herói da trama — Michel Ardan — tem no nome um anagrama de "Nadar".
Por volta de 1860, em razão da concorrência, ele concorda em realizar trabalhos menos elaborados dos chamados "cartões de visita fotográficos" em moda, inventados por Disdéri e feitos em grande quantidade, num formato menor e mais barato. Em 1861 incorpora o uso da energia elétrica para iluminação, por meio das então denominadas "pilhas de Bunsen", e realiza extenuantes fotografias cujas exposições duravam até dezoito minutos e o forçavam a usar manequins, registrando os esgotos e catacumbas de Paris.
Em 1870, durante o cerco de Paris na guerra Franco-Prussiana, engendrou um sistema de comunicação entre os moradores sitiados e as tropas situadas além das inimigas por meio de balões; como ele próprio preconizava, o meio de transporte das malas de correspondências era incerto: teria que cair além da área ocupada pelo exército da Prússia e ainda ser recuperado por franceses, além de as respostas não poderem ser enviadas de volta; ele então, com a sugestão de um anônimo, foi microfilmar a correspondência e, em seguida, amarrar o pequeno filme na perna de um pombo-correio - o que foi aplicado com êxito; em seu relato "nossa Paris, estrangulada pela ansiedade sobre os ausentes, finalmente respirou". Foi graças aos seus balões que Léon Gambetta pode deixar a capital francesa para organizar a resistência, em Tours.

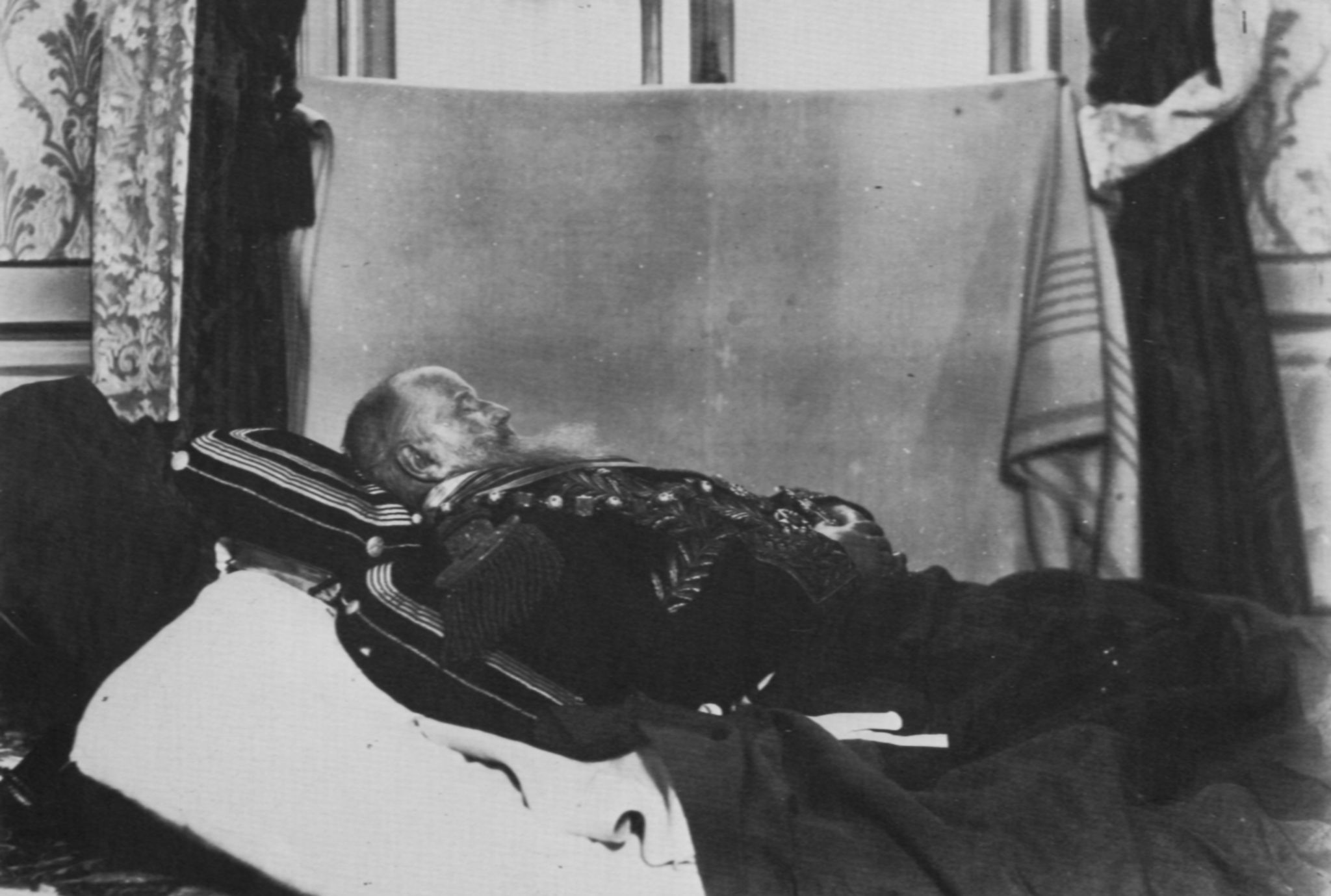
Retrato póstumo de D. Pedro II.

Em 1886 ele se reconcilia com o irmão, e se afasta do trabalho, que é continuado sem o mesmo vigor e qualidade pelo seu filho Paul (1856-1939); entretanto continua a escrever, desenhar e inventar. Neste ano, junto ao seu filho, realiza a primeira entrevista ilustrada com o centenário químico Eugène Chevreul, publicada no Le Journal illustré.
Afastou-se do trabalho por conta da idade e da saúde entre 1887 e 1994 quando retorna numa tentativa de transferir seu trabalho para Marselha, onde abre estúdio e torna-se amigo de Frédéric Mistral, granjeando também lá grande reputação; volta a Paris em 1904 onde escreve suas memórias.
Em 21 de Março de 1910, Nadar faleceu, tendo sido enterrado em Paris, no cemitério do Père-Lachaise.

## Galeria
Algumas personalidades retratadas por Nadar.
(Passe o mouse por cima das imagens)

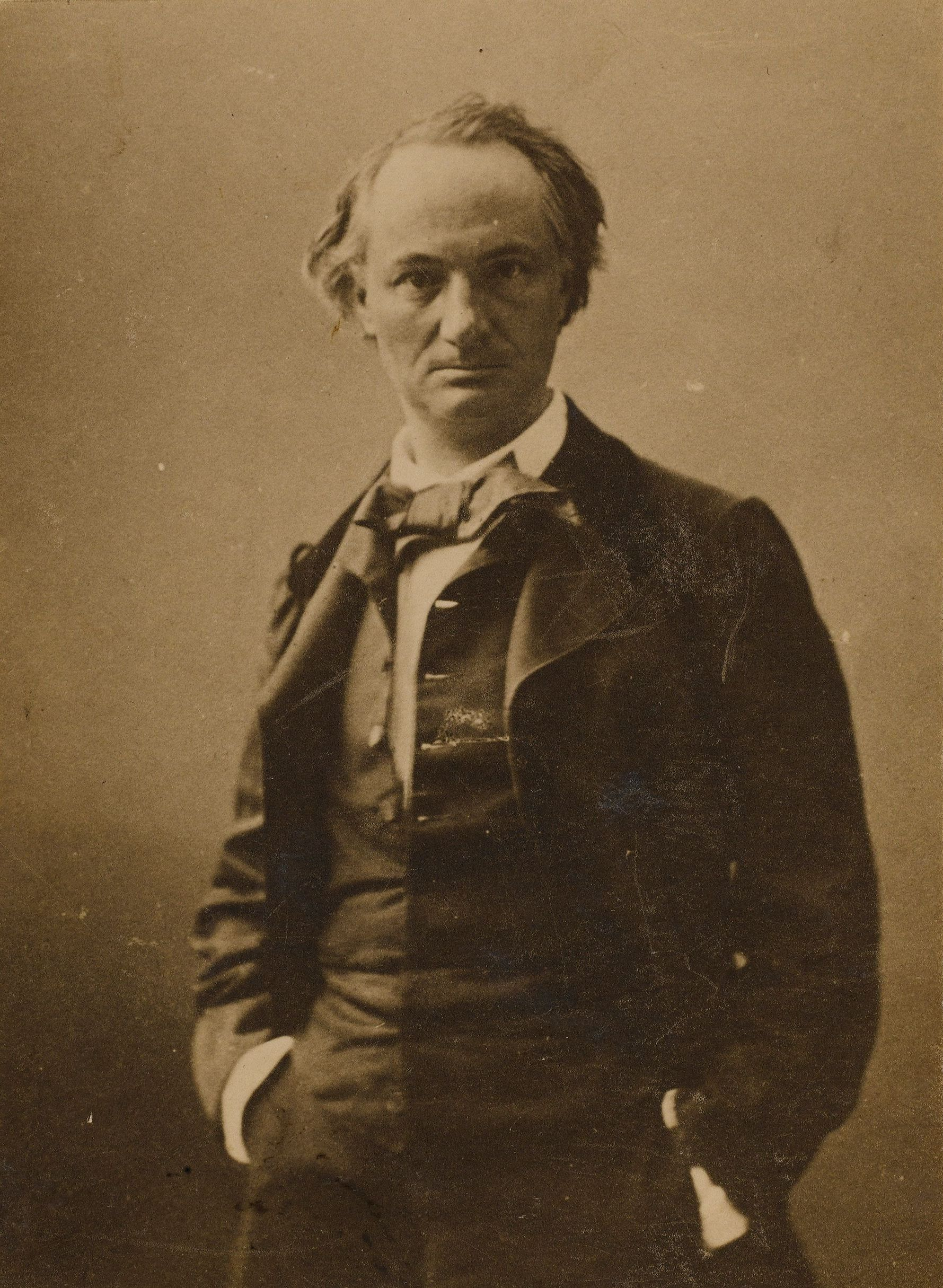
Charles Baudelaire
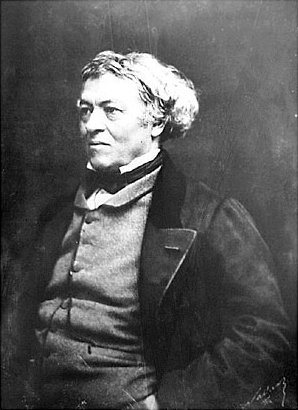
Camille Corot
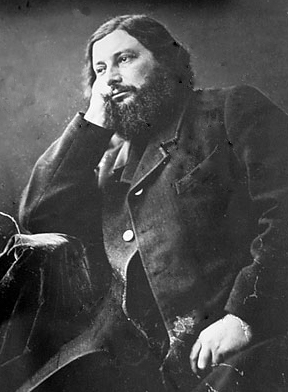
Gustave Courbet
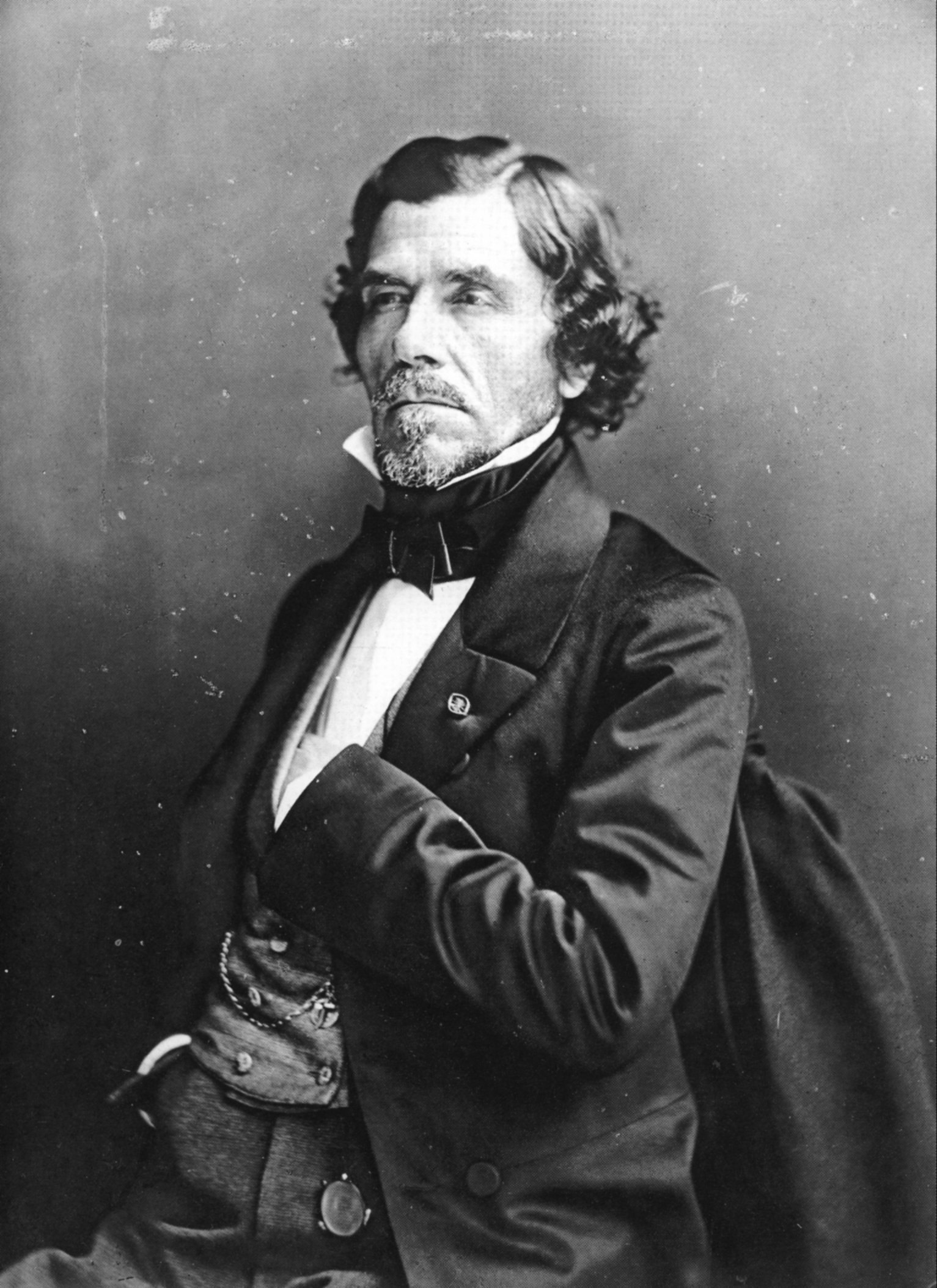
Eugène Delacroix
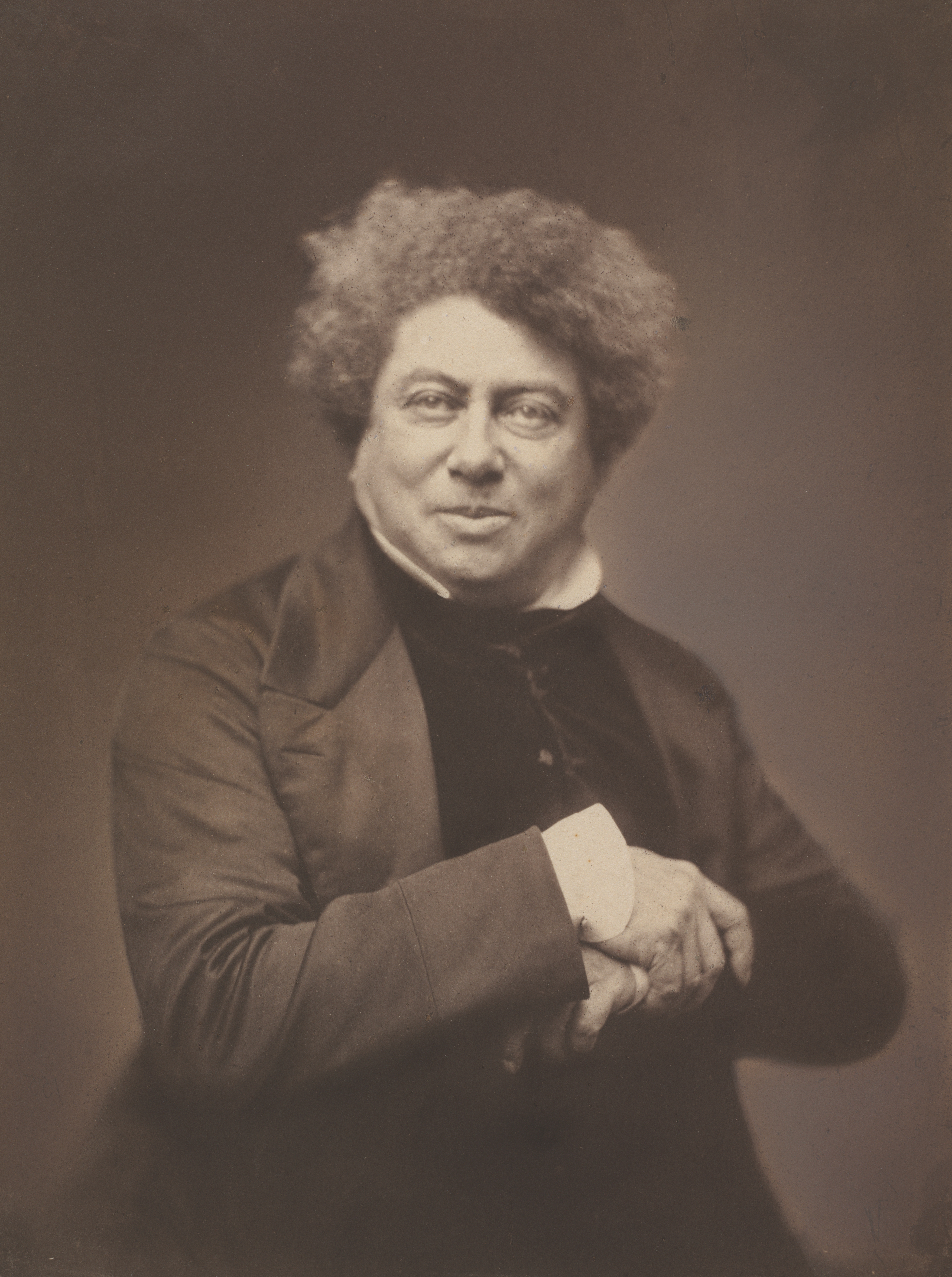
Alexandre Dumas
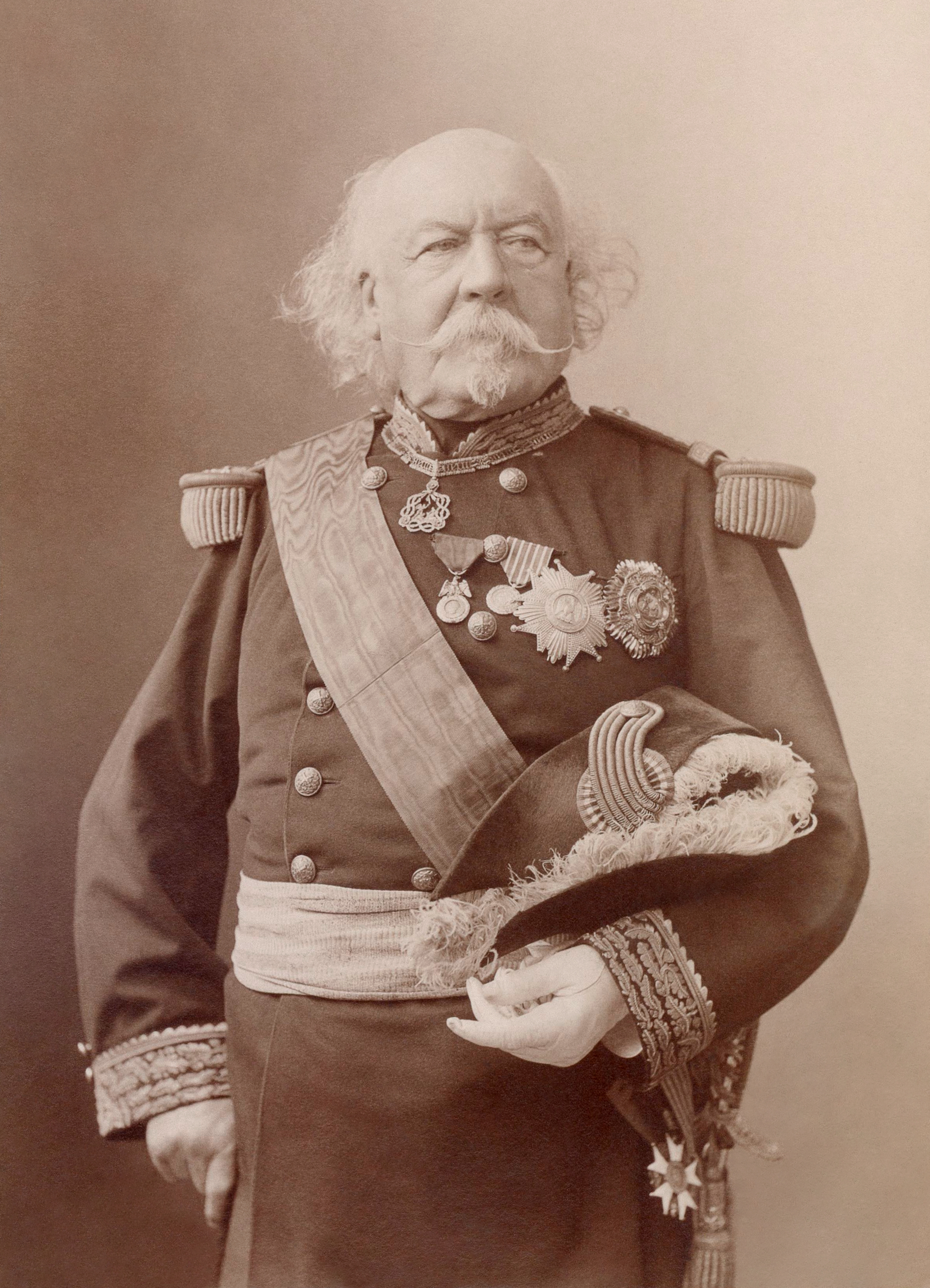
François Certain de Canrobert
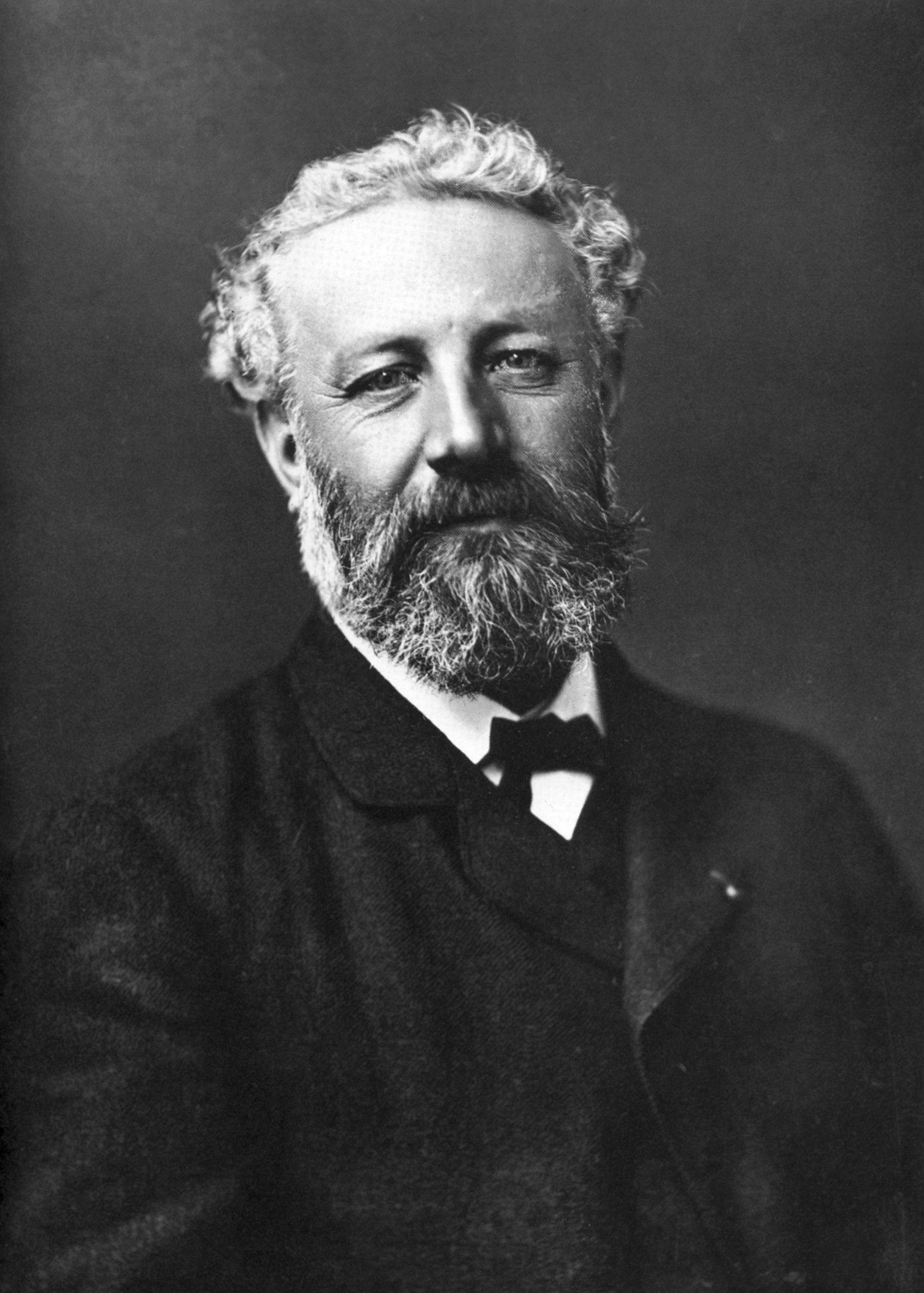
Jules Verne
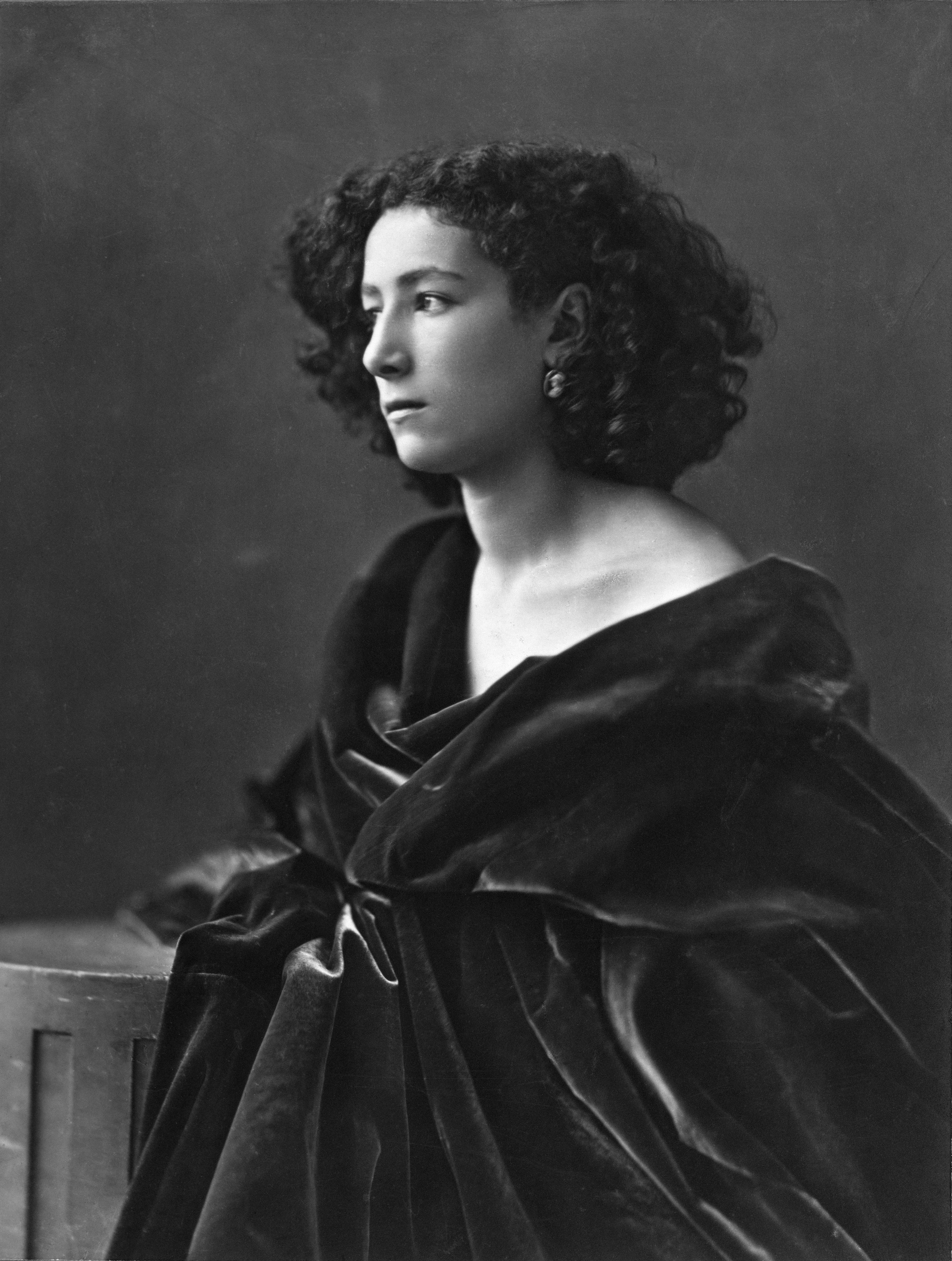
Sarah Bernhardt (1866)
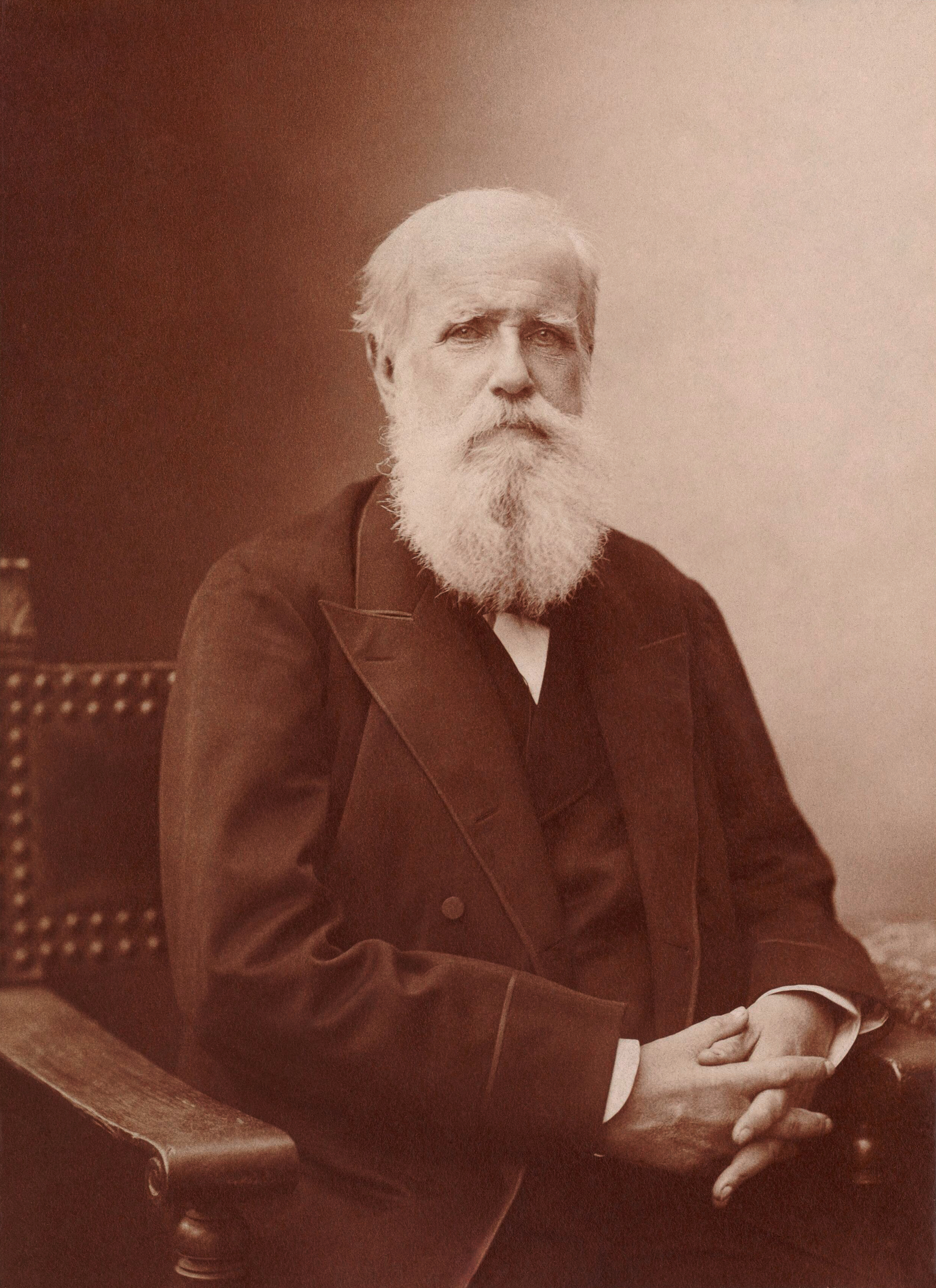
D. Pedro II, em 1891.

## Homenagens e exposições
Já em 1900, quando da Exposição Universal em Paris, foi montada uma retrospectiva de seu trabalho, coincidindo com a publicação de seu livro "Quand j'étais photographe".
Nadar foi homenageado por duas grandes exposições, em 1994 e 1995, intituladas “Nadar, les années créatrices : 1854-1860” (Nadar, os anos criativos, em livre tradução):
- no Museu de Orsay, em Paris, de 7 de junho a 11 de setembro de 1994;
- no Museu Metropolitano de Arte, de Nova Iorque, entre 3 de abril a 9 de julho de 1995.

No Brasil, a cidade de São Paulo recebeu em 2002 uma mostra de seu trabalho que foi exposta no Espaço Cultural da Caixa.